# Jiuzihe (köpinghuvudort i Kina, Hubei Sheng, lat 31,14, long 115,67)
Jiuzihe (kinesiska: 九资河) är en köpinghuvudort i Kina. Den ligger i provinsen Hubei, i den centrala delen av landet, omkring 150 kilometer nordost om provinshuvudstaden Wuhan. Antalet invånare är 30 041. Befolkningen består av 13 923 kvinnor och 16 118 män. Barn under 15 år utgör 12,0 %, vuxna 15-64 år 77 %, och äldre över 65 år 9,0 %.
Runt Jiuzihe är det tätbefolkat, med 276 invånare per kvadratkilometer. Närmaste större samhälle är Shengli, 19,9 km väster om Jiuzihe. I omgivningarna runt Jiuzihe växer i huvudsak blandskog.
Genomsnittlig årsnederbörd är 1 748 millimeter. Den regnigaste månaden är juli, med i genomsnitt 318 mm nederbörd, och den torraste är januari, med 41 mm nederbörd.